# 飛松甚吾
飛松 甚吾（とびまつ じんご、1883年10月16日 - 1945年4月17日）は、熊本のハンセン病病院・回春病院の事務長を務めた人物（1915年 - 1941年）。

## 人物、略歴
大分県で出生後、京都で育つ。京都の母方の実家の兄の養子になり、飛松姓を名乗る。1904年、20歳時、京都の小学校の後輩（当時18歳）と結婚。得意な英語を活かして神戸の税関に勤務していた時に、ハンナ・リデルの事業を偶然知り、直接彼女に会った上で、1915年から妻と3人の子供と共に熊本の回春病院に勤務することになる。
- ある神社の境内で拾った新聞を読んでリデルの事を知り、感銘を受けたとある。
- 回春病院勤務時には、常にリデルの側近にあり、病院の庶務を担当、病院経営、関係諸機関との折衝、財政援助の要請、負債の償却や基本金の蓄積に努力した。リデルの住む家や、あとでは、ライトが住む、回春病院の近くに住んだ。英国系の王栄幼稚園設立の交渉なども行った。
- 毎夏のリデルの軽井沢行きに同行、国内外有力者と折衝した。
- 1930年、皇太后より蒔絵箱と金一封を受ける。その後熊本県知事、らい予防協会、三井報恩会より表彰を受ける。
- 回春病院はイギリス系の病院であるので、太平洋戦争が近くなり、当局の扱いが厳しくなった。1940年9月、突然特高警察に拘置された。ライトなどが釈放に尽力したが、3カ月後、体へのダメージが大きくなってから釈放された。その後自宅で病床についた。1941年2月3日、回春病院は閉鎖。1945年4月17日、自宅で死去した。

## 家族
- 5人の娘がいて、全て高等教育を受けさせていたので、特高は回春病院の財政について不正がないか、問題にしたという。
  - 長女　河野操子
  - 次女　水野破魔子　1912年生まれ。奈良女子高等師範学校卒業。熊本県旧制女学校教諭。熊本市桜山中学教諭、など。
  - 参女　築山千鶴子
  - 四女　高見多恵子　1920年熊本市生まれ。奈良女子高等師範学校卒業。熊本県立山鹿高等女学校、熊本県立第一高等女学校、熊本商業学校教諭。同校定時制主事、教頭。リデル・ライト記念老人ホーム理事。リデル・ライト両女史顕彰会副会長。後に第２代会長。
  - 五女　飛松路易子（るいこ）1927年生。熊本第一高女卒業。奈良女子高等師範学校卒業。熊本市立湖東中学校教諭、平成２４年１０月、島田美術館にて個展｢表装への誘い｣を開催。日本の伝統的な掛け軸・屏風を現代の生活にいかせるよう自由な表現に挑戦、その素材は古裂・和紙など様々である。

## 著書
- リデルの没後、昭和9年に「ミスハンナ・リデル」を発行。リデルと直接接した著者であり、内容はほぼ正確と思われるも、リデルの性格のためか、一部の内容に批判がある。Julia Boydが最初に指摘した。